# El Guayabal, Chiapas
El Guayabal är en ort i Mexiko.   Den ligger i kommunen Siltepec och delstaten Chiapas, i den sydöstra delen av landet, 800 km sydost om huvudstaden Mexico City. El Guayabal ligger 1 140 meter över havet och antalet invånare är 256.
Terrängen runt El Guayabal är kuperad åt nordväst, men åt sydost är den bergig. Runt El Guayabal är det ganska glesbefolkat, med 50 invånare per kvadratkilometer. Närmaste större samhälle är El Porvenir de Velasco Suárez, 16,6 km sydost om El Guayabal. I omgivningarna runt El Guayabal växer huvudsakligen savannskog.